# 五色旗
- 關於越南的一種傳統旗幟，請見「五行旗」。
- 關於中華民國曾使用的五色國旗，請見「五色旗 (中華民國)」。
- 關於中國民間信仰和道教宮廟的作法器具，請見「五營旗」。

五色旗泛指以五種顏色所組成的旗幟。

## 五色旗列表

### 北洋相关旗帜

中華民国五色國旗（1912年至1928年）
中華帝国國旗
中華帝国国旗（另一版本）
中華民国維新政府國旗（1938年至1940年）
民间用于指代奉系军阀或东北最高行政委员会，一度由沈阳城市建设足球俱乐部球迷使用并引发争议[1]
滿洲國國旗（1932年至1945年）

### 宗教相关旗帜

国際佛教旗
日本佛教旗
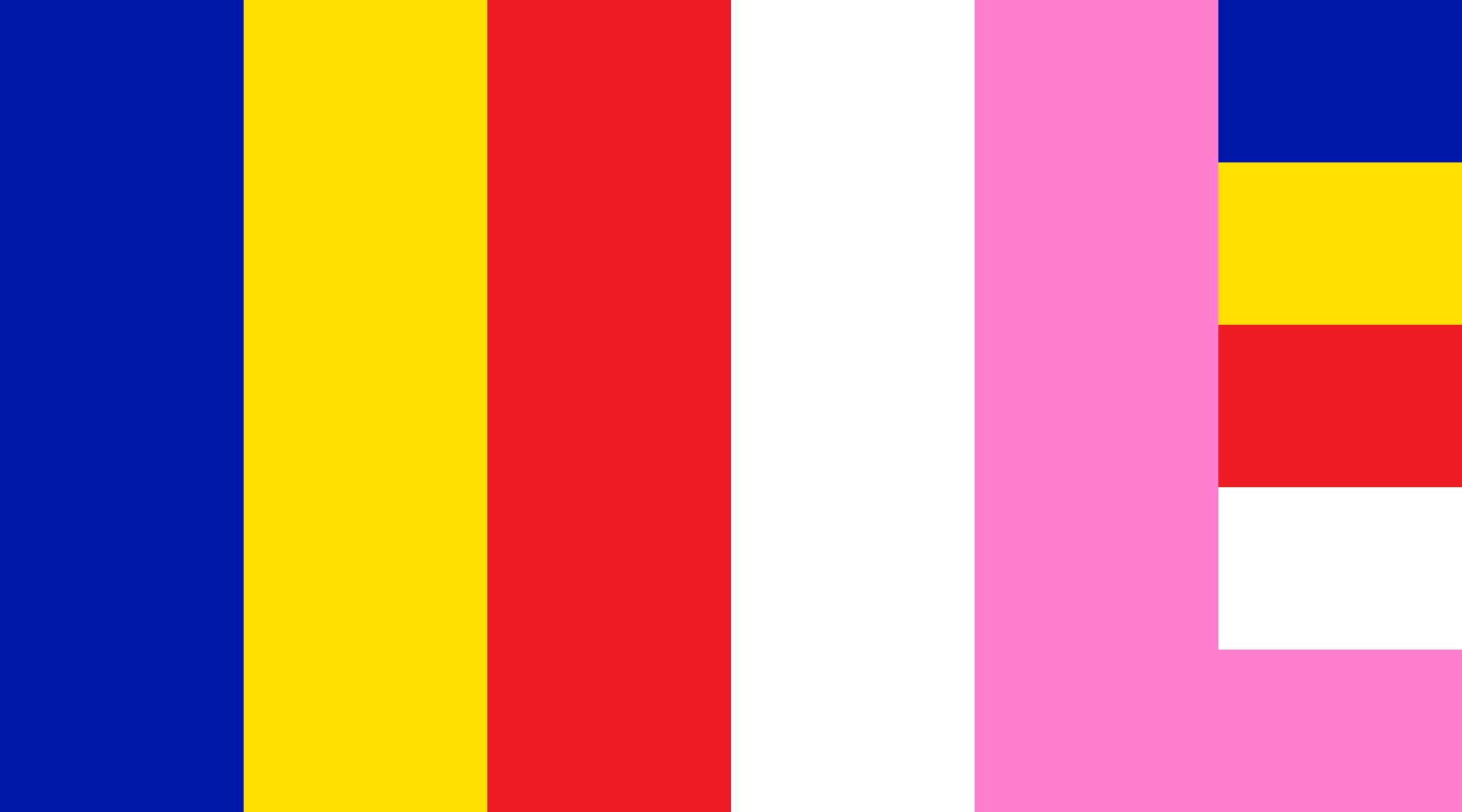
緬甸佛教旗
佛教旗
藏傳佛教旗
尼泊尔佛教旗
净土真宗旗
越南五方旗
德魯茲教五色旗（1924年至1936年）
德魯茲教五色旗（1921年至1936年）
德魯茲教五色旗（現行）

### 其他

安提瓜和巴布達國旗
聖克里斯多福及尼維斯國旗
中非共和国国旗
塞舌爾國旗
科摩羅國旗
納米比亞國旗
津巴布韋國旗
辛巴威羅德西亞国旗（1979年至1980年）
莫桑比克國旗（現在）
史瓦帝尼國旗
圭亞那國旗
多米尼克國旗